# Charlie McCoy
Charles Ray "Charlie" McCoy (Oak Hill, Virgínia Ocidental, 28 de março de 1941) é um músico americano conhecido por seu trabalho com uma grande variedade de instrumentos. Em sua carreira, McCoy apoiou vários músicos notáveis, incluindo Bob Dylan, Johnny Cash, Tom Astor, Elvis Presley, Chet Atkins e os Ween. Ele também já gravou trinta e sete álbuns de estúdio, incluindo quatorze para Monument Records. Treze de seus singles entraram nas paradas country da Billboard. Ele era um membro dos Area Code 615 e Barefoot Jerry.

## Biografia
Nascido Charles Ray McCoy, sua família se mudou para a vizinha Fayetteville, quando ele era um menino e depois para Miami, Florida. Aos oito anos, começou a tocar a gaita e violão e mais tarde, em sua adolescência, ele também aprendeu a tocar baixo e trompete. Quando membros do corpo docente de Miami descobriram que ele estava tocando rock and roll para uma quadrilha eles advertiram-no sobre continuar com esta "forma inferior de música". McCoy respondeu que ele estava disposto a deixar seu trabalho na dança do celeiro se eles lhe dessem uma bolsa de estudos. O corpo docente rejeitou seu pedido.
McCoy comprou uma bateria e se juntou à banda de John Ferguson, entretanto, não tiveram sucesso e logo eles se desfizeram. Ele se juntou aos Wayne Moss como baixista se apresentando em Fort Campbell, no Kentucky. Chet Atkins ouviu uma das fitas demo de McCoy e imediatamente contratou ele em maio de 1961. Assim, sua primeira gravação como um tocador de gaita estava em uma canção, "I Just Don't Understand", de Ann-Margret pela RCA.
Ele passou a tocar gaita para outros músicos, Elvis Presley, Perry Como, Joan Baez, Johnny Cash, Buffy Sainte-Marie, Kris Kristofferson, Paul Simon, Ringo Starr, Barefoot Jerry, o LP Gene Summers in Nashville e Ween.

## Discografia

### Álbuns
| Ano  | Álbum                         | US Country | Billboard 200 | Selo     |
| ---- | ----------------------------- | ---------- | ------------- | -------- |
| 1967 | The World                     |            |               | Monument |
| 1972 | The Real McCoy                | 2          | 98            | Monument |
| 1972 | Charlie McCoy                 | 7          | 120           | Monument |
| 1973 | Good Time Charlie             | 1          | 155           | Monument |
| 1973 | The Fastest Harp in the South | 2          | 213           | Monument |
| 1974 | The Nashville Hit Man         | 13         |               | Monument |
| 1974 | Christmas with Charlie        |            |               | Monument |
| 1975 | Charlie My Boy                | 36         |               | Monument |
| 1975 | Harpin' the Blues             | 34         |               | Monument |
| 1976 | Play It Again Charlie         | 48         |               | Monument |
| 1977 | Country Cookin MG 7612'       |            |               | Monument |
| 1977 | Stone Fox Chase               |            |               | Monument |
| 1978 | Greatest Hits                 |            |               | Monument |
| 1979 | Appalachian Fever             |            |               | Monument |
| 1988 | 13th                          |            |               | Step One |
| 1989 | Beam Me Up Charlie            |            |               | Step One |
| 1992 | Appalachian Fever             |            |               | Step One |
| 1995 | American Roots                |            |               | Koch     |

### Singles
| Ano  | Canção                                                          | Posição no gráfico | Posição no gráfico | Posição no gráfico | Álbum                     |
| Ano  | Canção                                                          | US Country         | US                 | CAN Country        | Álbum                     |
| ---- | --------------------------------------------------------------- | ------------------ | ------------------ | ------------------ | ------------------------- |
| 1961 | "Cherry Berry Wine"                                             | —                  | 99                 | —                  | apenas singles            |
| 1972 | "Today I Started Loving You Again"                              | 16                 | —                  | 13                 | The Real McCoy            |
| 1972 | "I'm So Lonesome I Could Cry"                                   | 23                 | —                  | 21                 | Charlie McCoy             |
| 1972 | "I Really Don't Want to Know"                                   | 19                 | —                  | 19                 | Charlie McCoy             |
| 1973 | "Orange Blossom Special"                                        | 26                 | 101                | 24                 | Good Time Charlie         |
| 1973 | "Shenandoah"                                                    | 33                 | —                  | 37                 | Good Time Charlie         |
| 1973 | "Release Me"                                                    | 33                 | —                  | 55                 | Fastest Harp in the South |
| 1974 | "Silver Threads and Golden Needles"                             | 68                 | —                  | —                  | The Nashville Hit Man     |
| 1974 | "Boogie Woogie" (com Barefoot Jerry)                            | 22                 | —                  | 24                 | The Nashville Hit Man     |
| 1974 | "I Can't Help It"                                               | —                  | —                  | —                  | The Nashville Hit Man     |
| 1974 | "Blue Christmas"                                                | —                  | —                  | —                  | Christmas with Charlie    |
| 1975 | "Everybody Stand Up and Holler for the Union"                   | —                  | —                  | —                  | Charlie My Boy            |
| 1975 | "Juke"                                                          | —                  | —                  | —                  | Charlie My Boy            |
| 1975 | "Pots and Pans"                                                 | —                  | —                  | —                  | Play It Again Charlie     |
| 1975 | "Columbus Stockade Blues"                                       | —                  | —                  | —                  | Harpin' the Blues         |
| 1976 | "Wabash Cannonball"                                             | 97                 | —                  | —                  | Play It Again Charlie     |
| 1977 | "Summit Ridge Drive" (com Barefoot Jerry)                       | 98                 | —                  | —                  | Play It Again Charlie     |
| 1977 | "Amazing Grace"                                                 | —                  | —                  | —                  | Country Cookin'           |
| 1977 | "Foggy River"                                                   | —                  | —                  | —                  | Country Cookin'           |
| 1978 | "Fair and Tender Ladies"                                        | 30                 | —                  | 35                 | Appalachian Fever         |
| 1978 | "Drifting Lovers"                                               | 96                 | —                  | —                  | Appalachian Fever         |
| 1979 | "Midnight Flyer"                                                | 94                 | —                  | —                  | Appalachian Fever         |
| 1979 | "Ramblin' Music Man"                                            | 94                 | —                  | —                  | Appalachian Fever         |
| 1981 | "Until the Nights" (com Laney Smallwood)                        | 94                 | —                  | —                  | apenas singles            |
| 1983 | "The State of Our Union" (com Laney Smallwood como Laney Hicks) | 74                 | —                  | —                  | apenas singles            |
| 1989 | "I'm So Lonesome I Could Cry" (regravação)                      | —                  | —                  | —                  | 13th                      |
| 1990 | "One O'Clock Jump"                                              | —                  | —                  | —                  | 13th                      |